# 토키투러
토키투러 (Tochitură)는 작게 깍둑썰기한 돼지고기를 (토키투러는 "녹이다"라는 뜻의 동사 "a topi"에서 유래했다) 보통 무쇠 냄비에서 자체 지방과 육즙으로 약한 불에 익혀 만드는 전통적인 루마니아 요리 및 몰도바 요리이다. 전통적으로 반숙 달걀과 머멀리거와 함께 제공된다. 토키투러 몰도베네아스커는 몰도바 버전이며, 토키투러 아르델레네아스커는 트란실바니아 버전이다.
토키투러는 두 가지 주요 종류로 만들어진다: 토마토 소스를 넣거나 넣지 않는 것으로, 쇠고기, 양고기 또는 닭고기로 만들 수 있다 (지역에 따라 다름 - 몰다비아, 트란실바니아, 올테니아, 문테니아, 도브루자). 스튜와 혼동되지 않도록 토마토 소스의 양은 최소화되어야 하며 (보통 마지막에 추가됨) 고기가 자체 육즙으로 익도록 해야 한다. 토마토 소스를 넣은 버전이 가장 흔하며 대부분의 식당에서 준비되지만, 덜 "전통적"이다. 소스를 넣지 않은 버전은 돼지 지방과 고기 부위에서 나온 육즙으로 소스가 만들어진다. 전통적인 루마니아 요리에는 고기뿐만 아니라 간, 신장, 심장과 같은 동물의 내장, 슬러니너 또는 베이컨, 훈제 소시지를 함께 튀긴 것이 포함된다. 머멀리거와 짭짤한 양젖 치즈인 텔레메아 또는 브른저 데 부르두프와 함께 제공된다.

## 같이 보기
- 스튜 목록
- 토카너
- Food 포털

## 내용주
1. ↑  “Tochitura, plat traditionnel roumaine”. 《PtitChef》 (프랑스어).
2. ↑  Enache, D. Bucătăria unităților gastronomice, Ed. Sport-Turism, București 1975